# Протяті Камені
Протя́ті Ка́мені (Протяте Каміння) — геологічна пам'ятка природи місцевого значення в Україні, група мальовничих скель. Площа пам'ятки природи — 2 га, перебуває у віданні Розтоківського лісництва (кв. 11, вид. 11). 
Скелі розташовані в Покутсько-Буковинських Карпатах, на межі Путильського та Вижницького районів Чернівецької області, біля східної частини села Хорови. Скелі лежать за півтори години ходьби на південь від перевалу Німчич, на невисокому гірському хребті, що в межиріччі Виженки і потоку Смугарів. 
Скелі утворені з розчленованих потужних пластів пісковика. Деякі з них пронизані отворами та ходами, через що й виникла назва — Протяті Камені. Найцікавіша і найвища скеля носить назву Соколине Око (максимальна відносна висота — 40 м). У ній в результаті ерозії утворилася кам'яна арка, що нагадує око. Біля підніжжя скелі з північного боку міститься невелика трикамерна печера, до якої можна потрапити через два входи-отвори. Два інші отвори, значно вужчі за перші, проходять скрізь скелю і завершуються з її східного боку. На вершині скелі утворено природний резервуар, діаметром і завглибшки бл. 70 см. 
Неподалік від Соколиного Ока серед букового лісу розташовані ще кілька, дещо менших, але також мальовничих скельних масивів, зокрема Скеля «Камінь Довбуша». На захід від Соколиного Ока розташовані Буковинські водоспади. 

## Фотографії

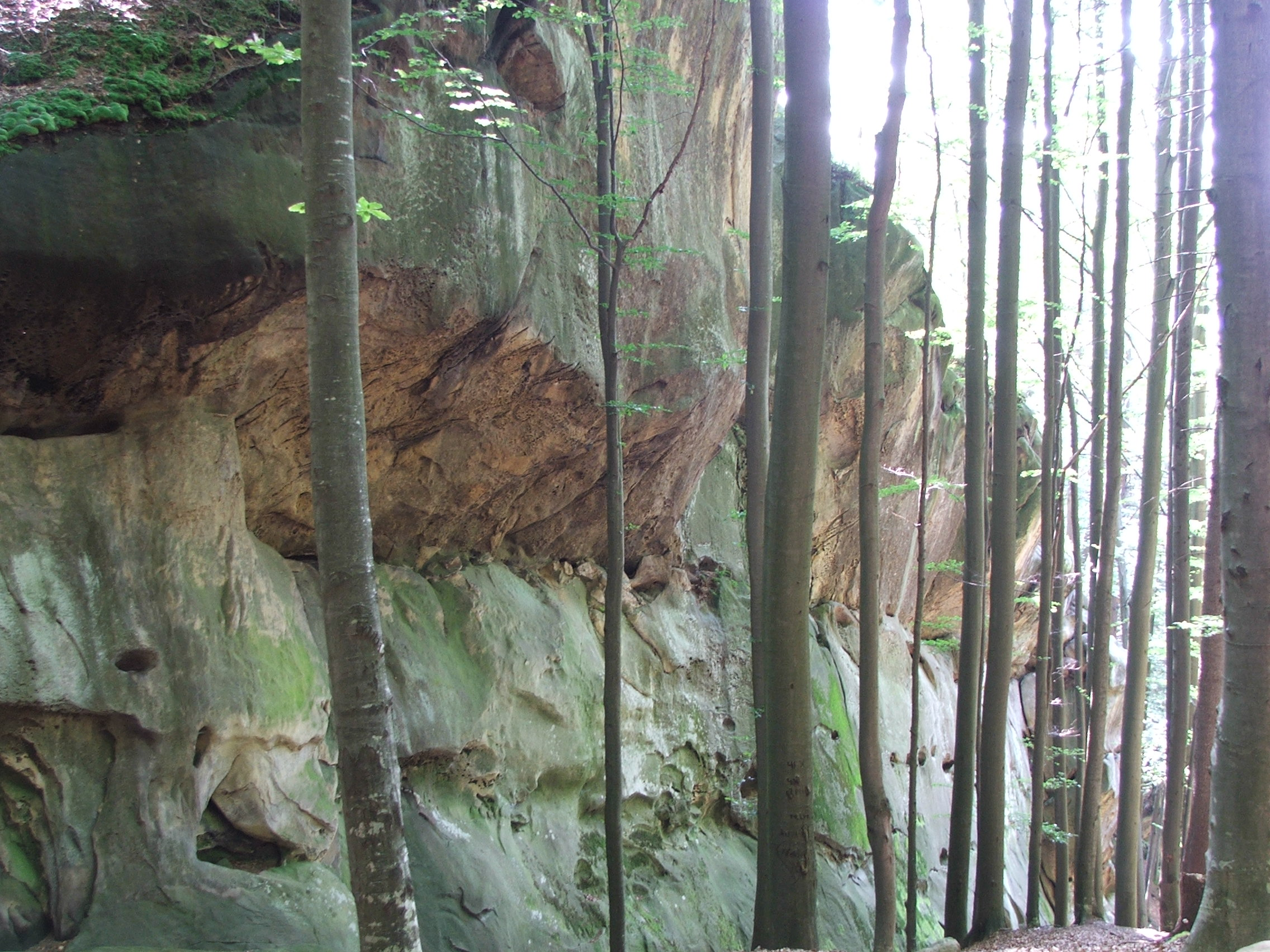
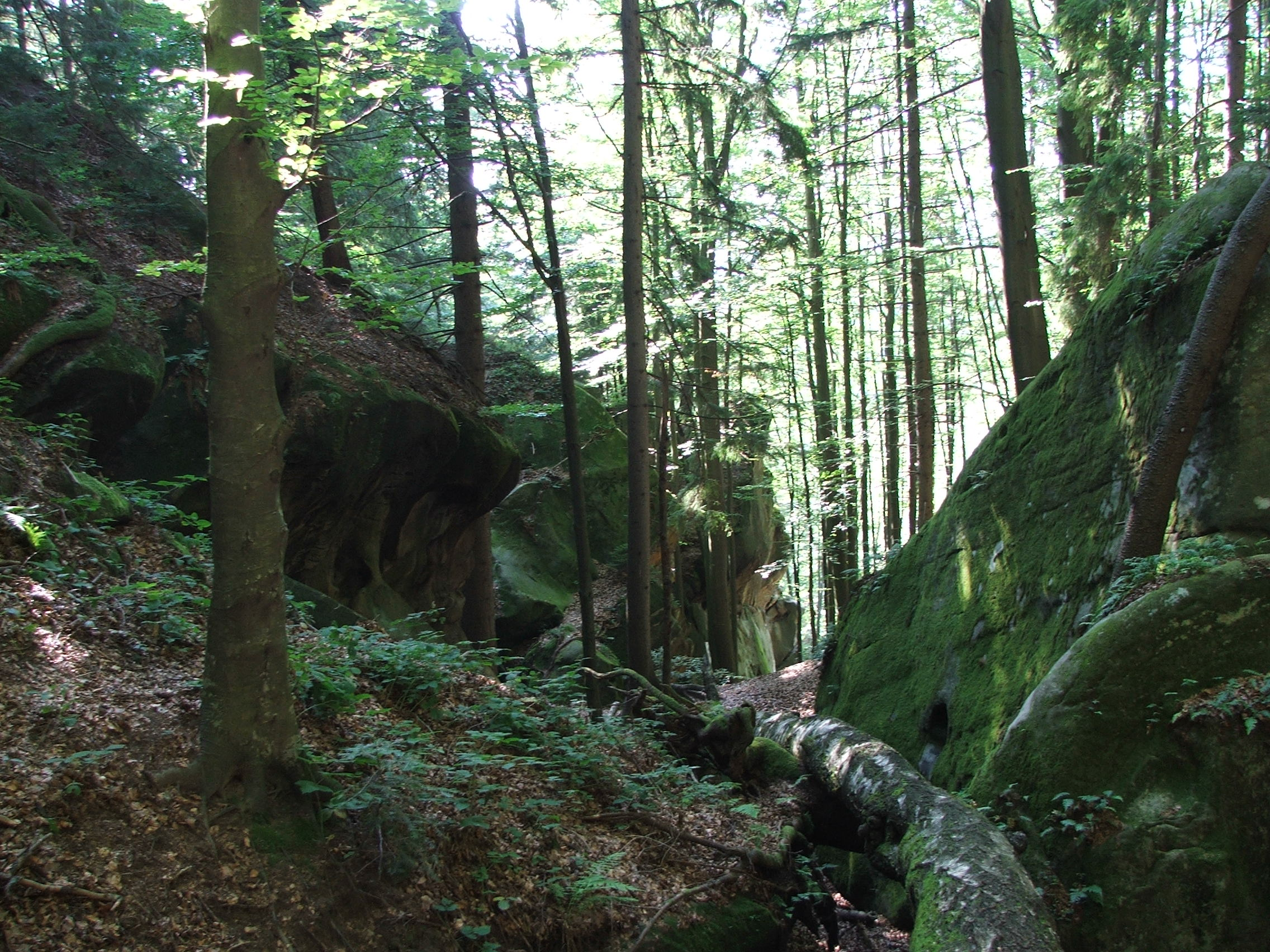
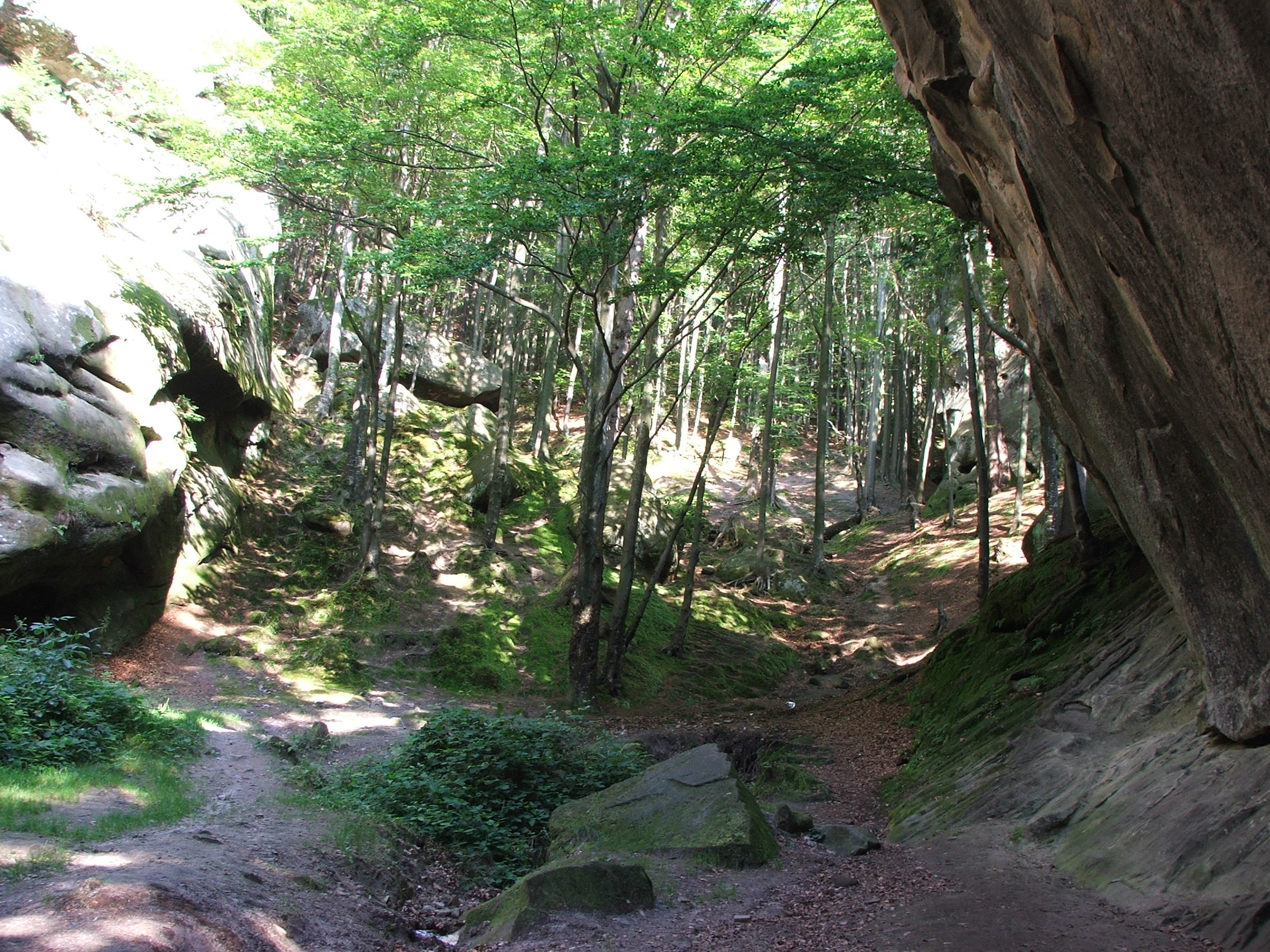
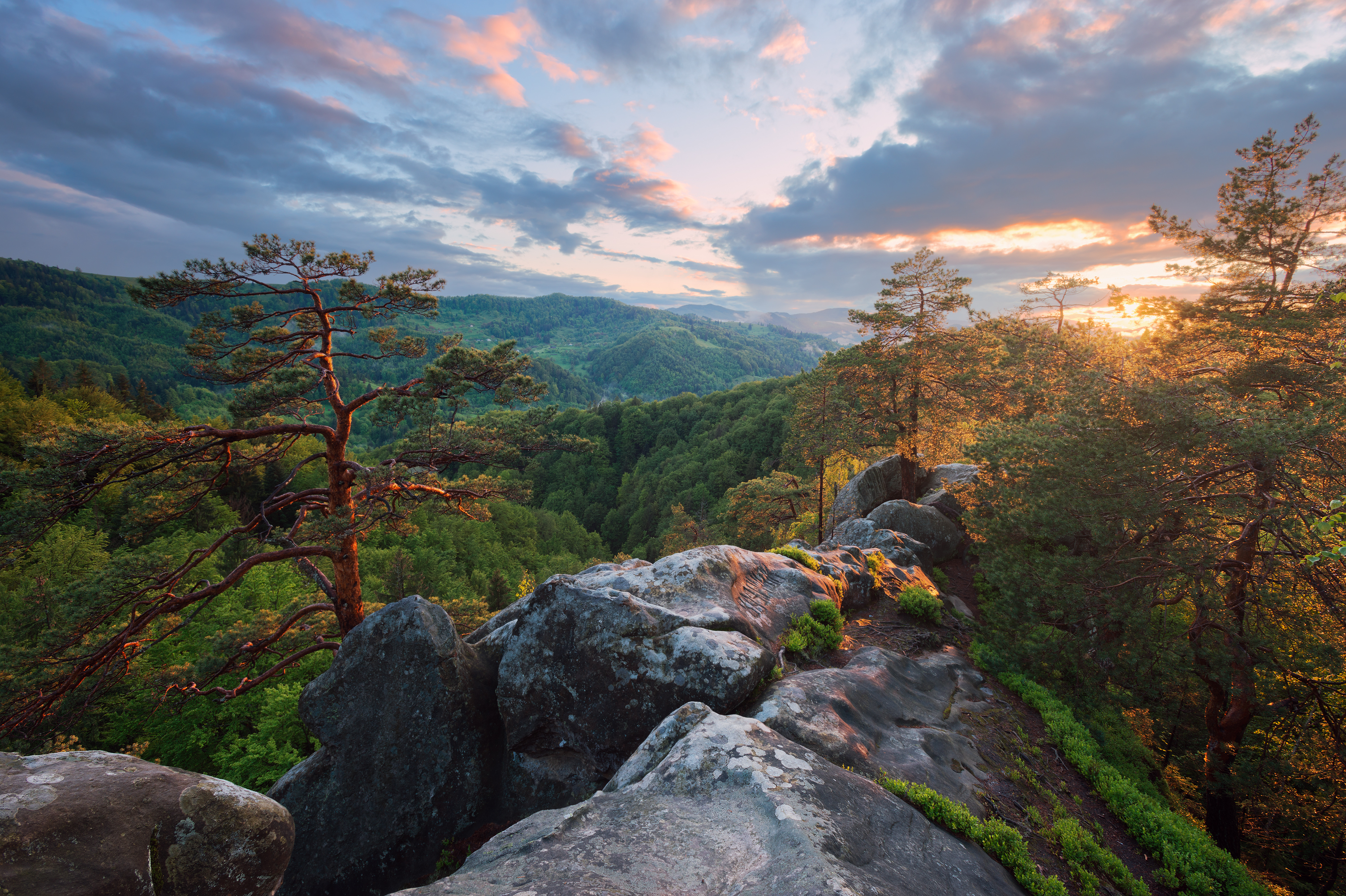
Захід сонця на вершині скелі Соколине око
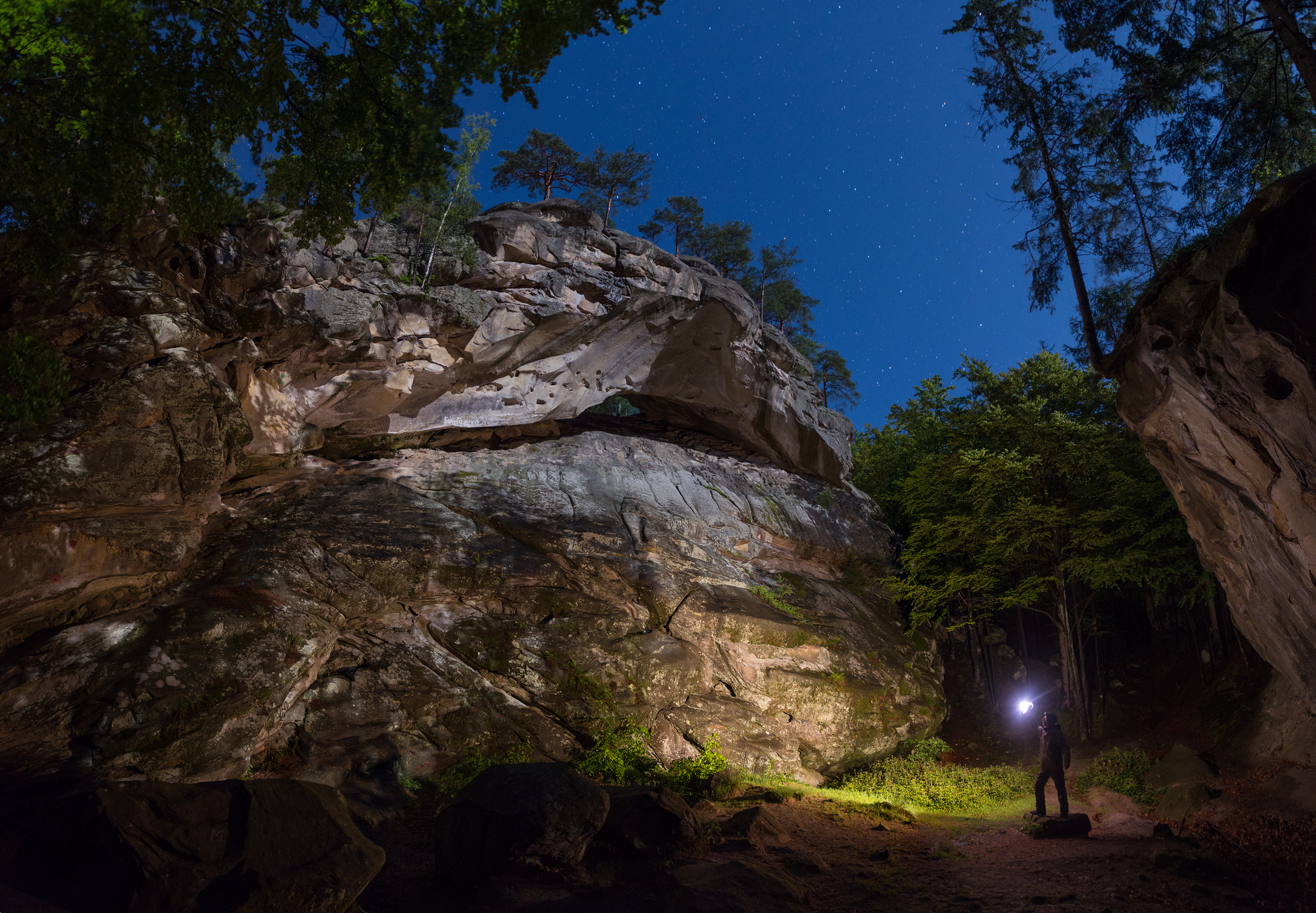
Ніч біля Соколиного ока
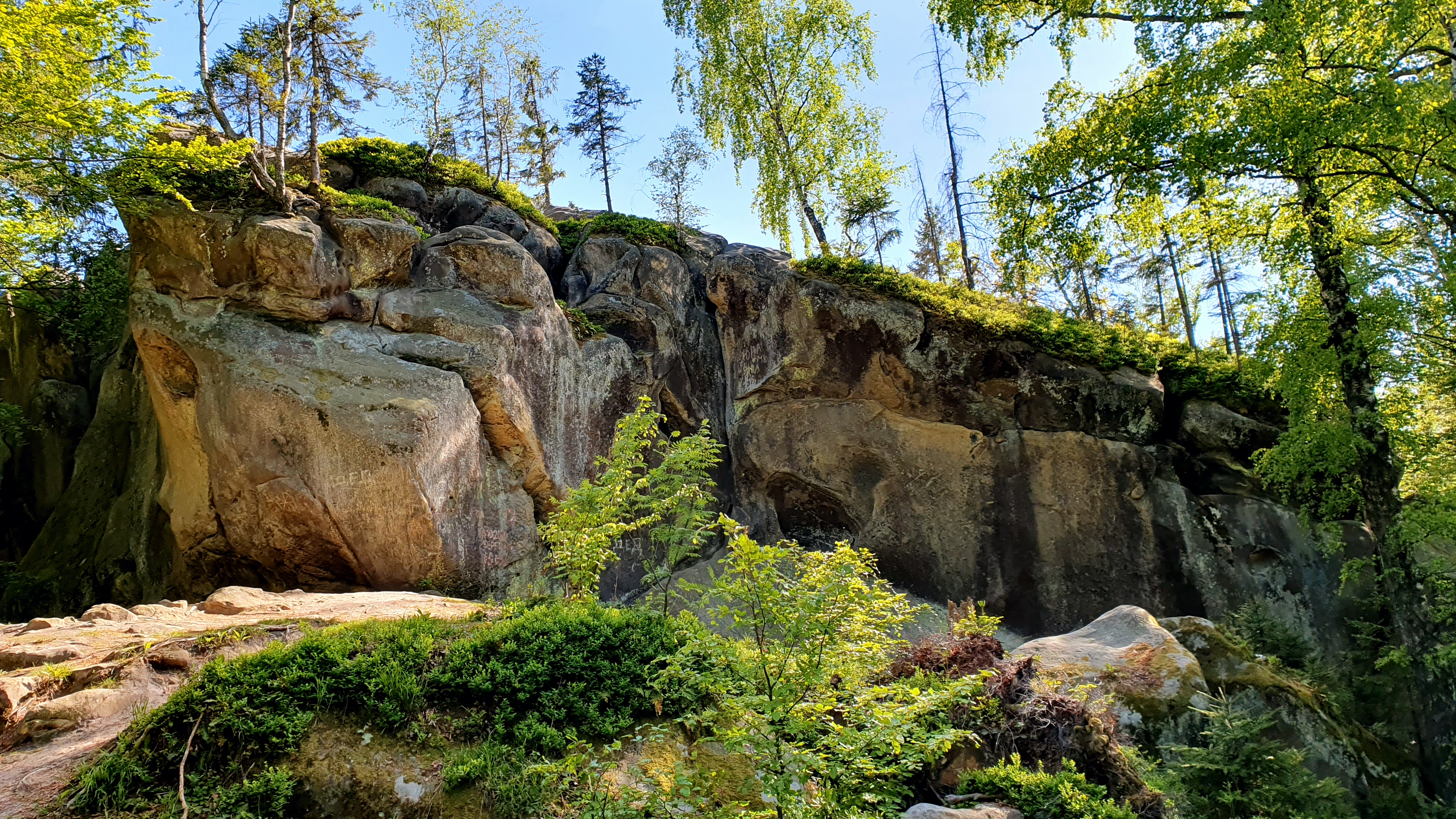
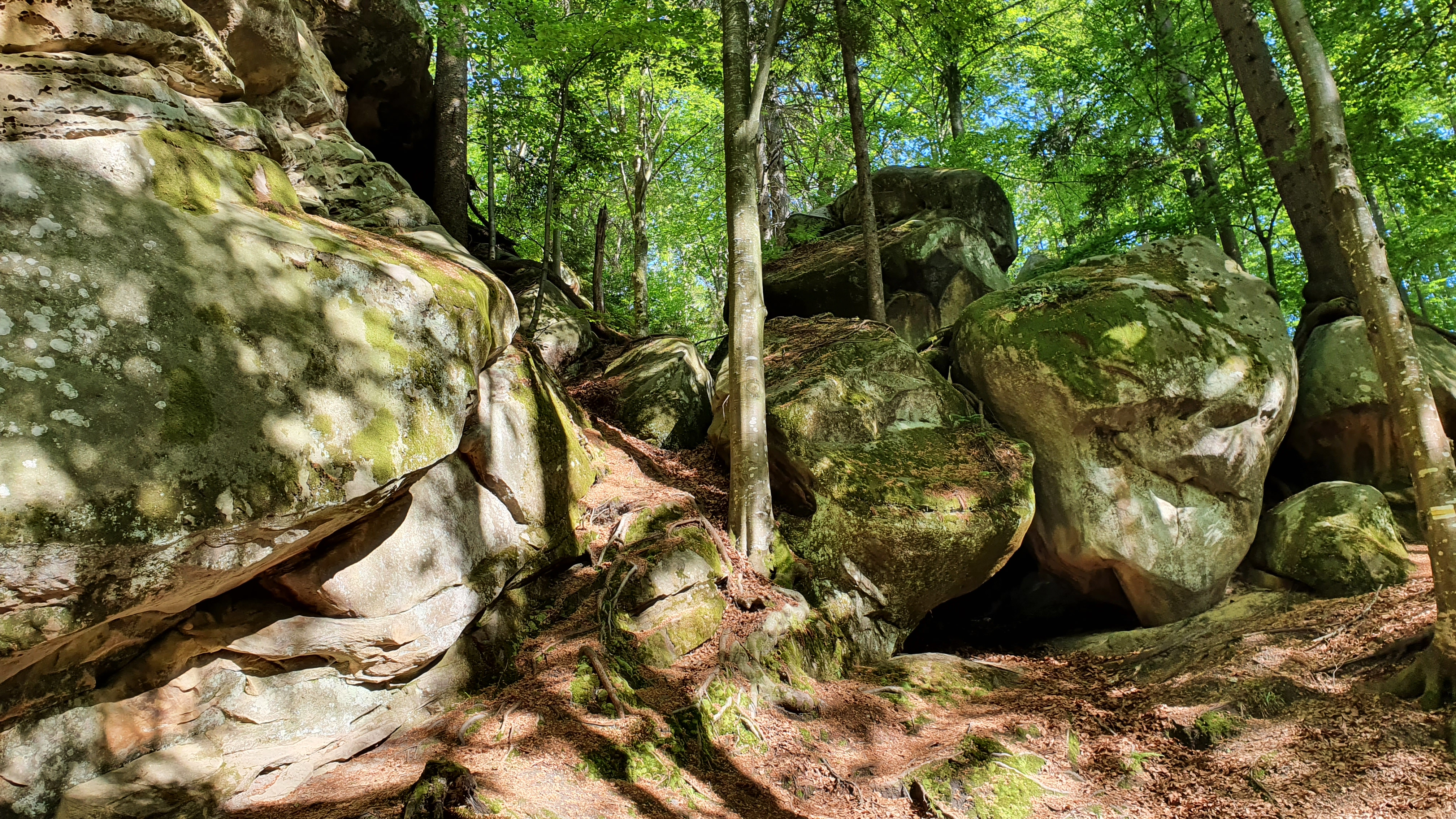
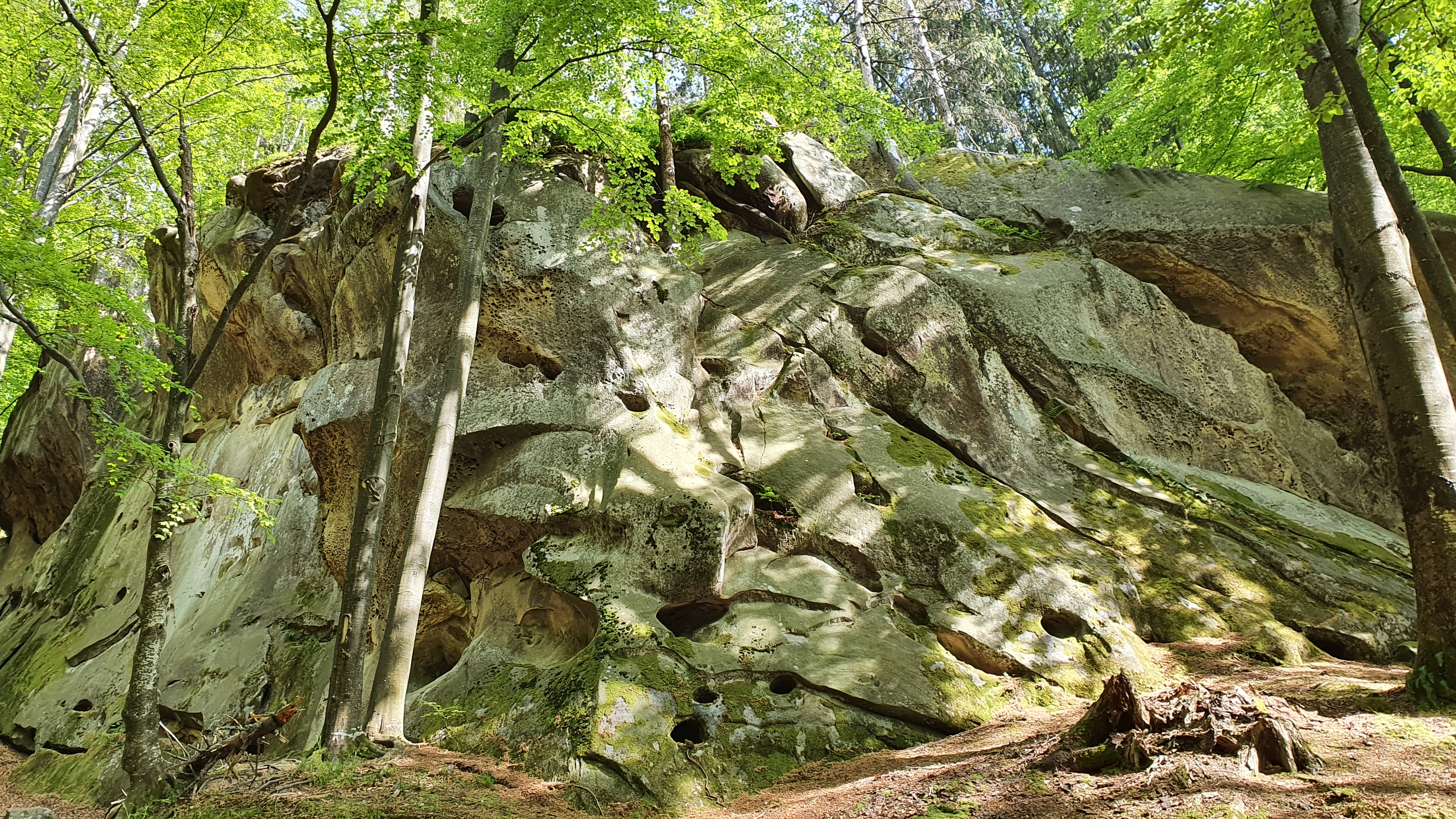
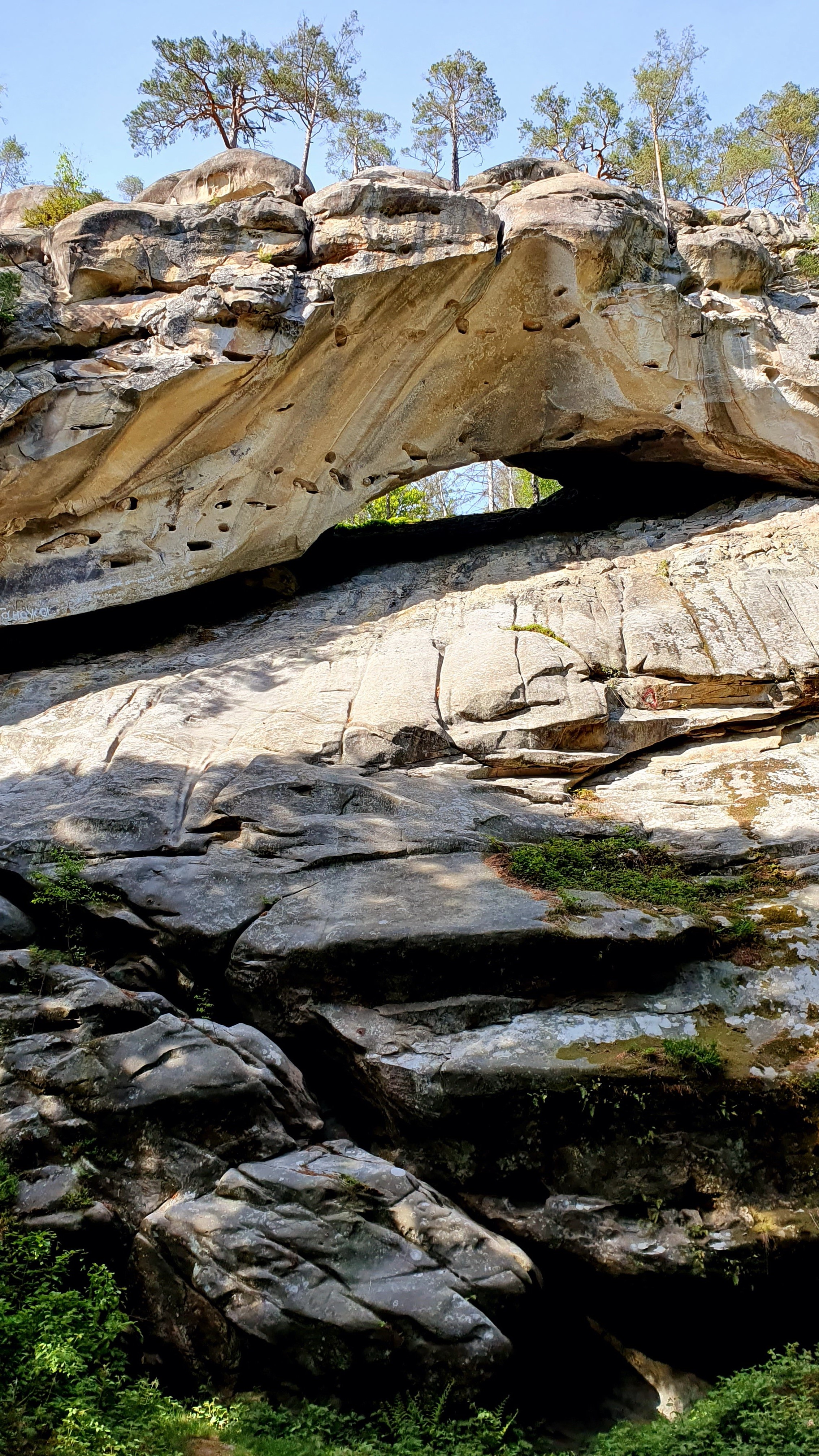